# تراسي ليون
تراسي ليون (بالإنجليزية: Tracey Leone)‏ (5 مايو 1967 - ) هي لاعبة كرة قدم أمريكية في مركز الوسط. شاركت مع منتخب الولايات المتحدة لكرة القدم للسيدات.

## وصلات خارجية
- تراسي ليون على موقع الاتحاد الدولي (مؤرشف)  (الإنجليزية)